# Амарант червоний
Амара́нт червоний (Lagonosticta rubricata) — вид горобцеподібних птахів родини астрильдових (Estrildidae). Мешкає в Африці на південь від Сахари.

## Опис

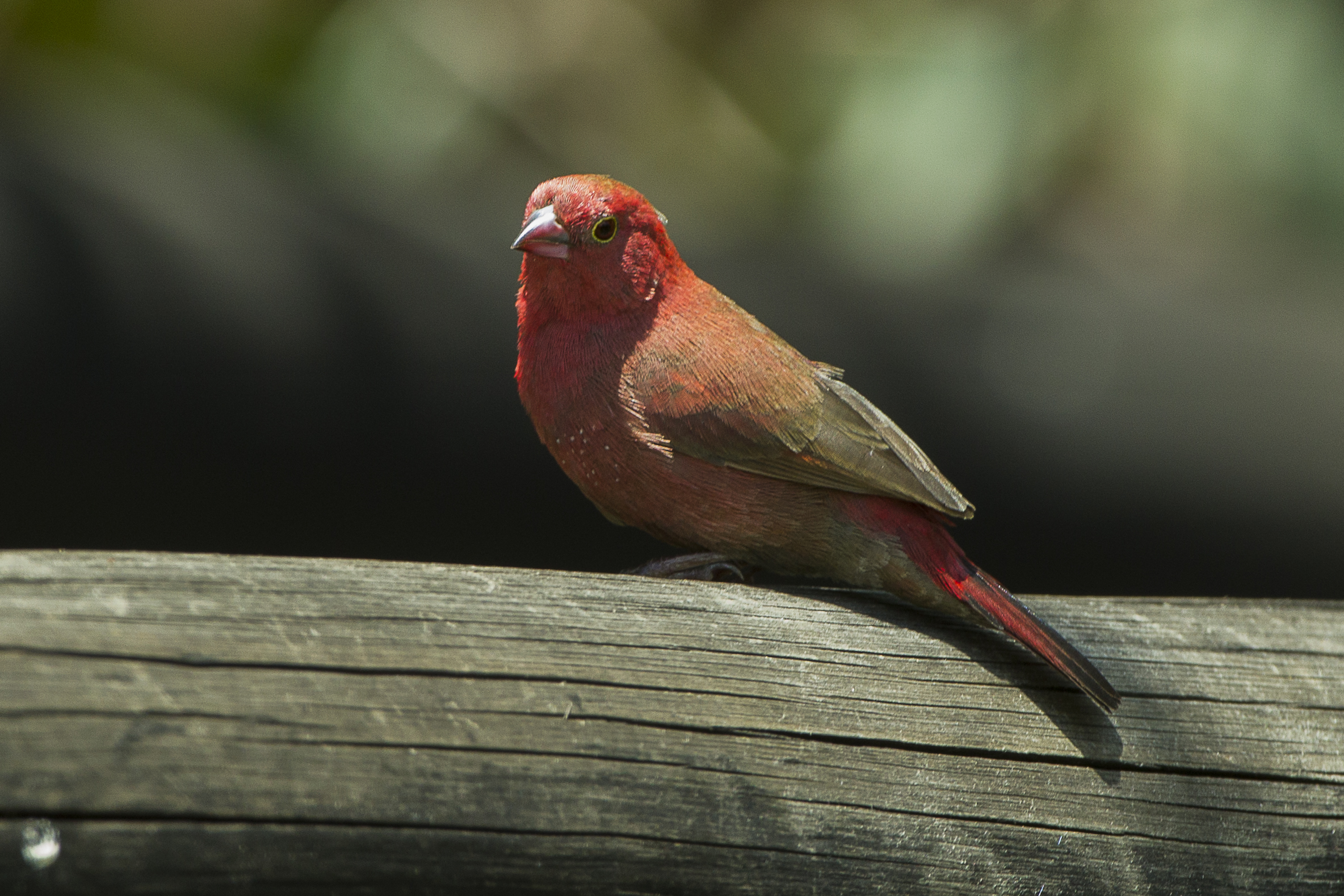
Червоний амарант (Кенія)

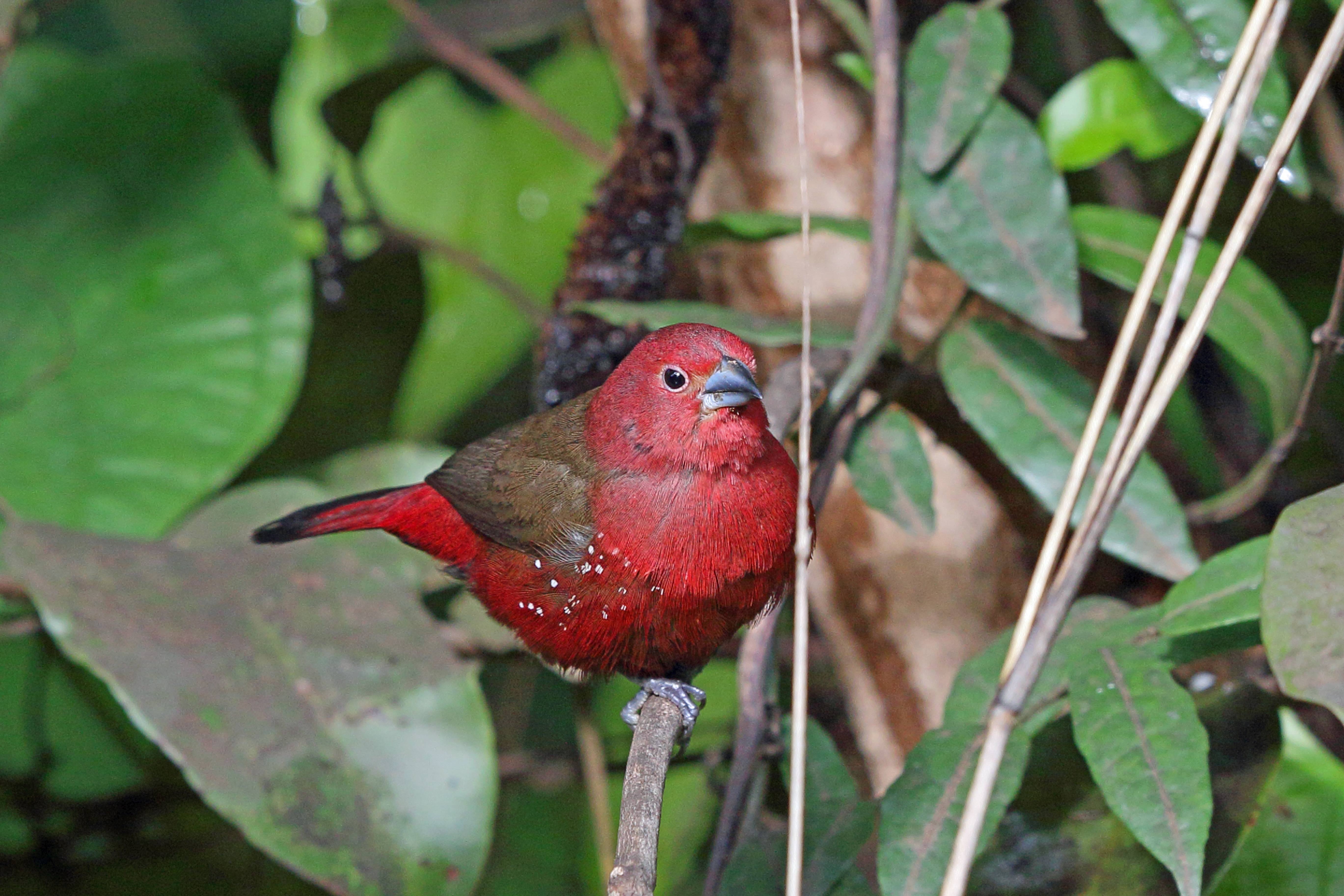
Червоний амарант (ДР Конго)

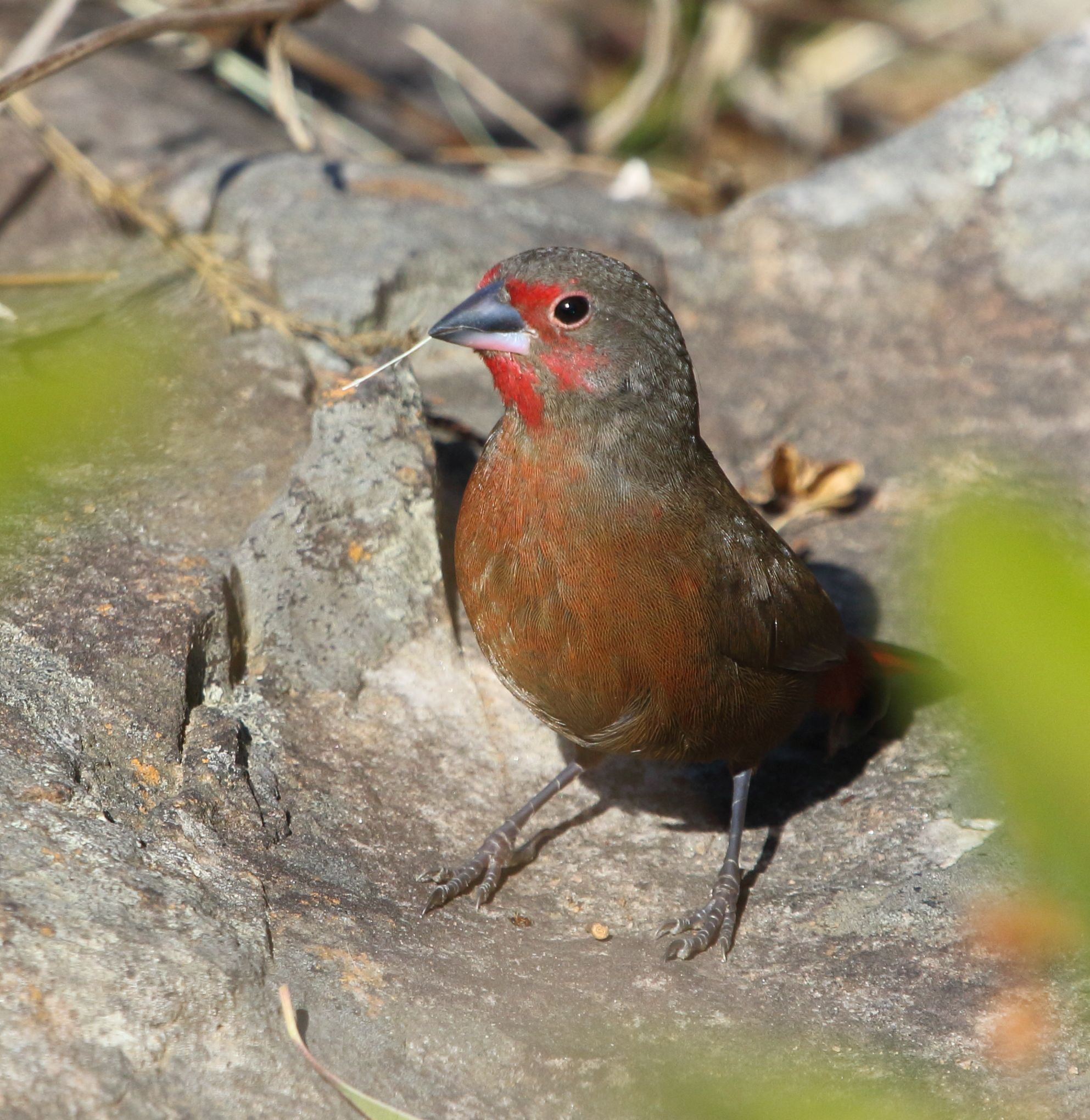
Самиця червоного амаранта (підвид L. r. rubricata, Квазулу-Наталь)

Довжина птаха становить 10-11 см, вага 8,6-11,7 г. У самців тім'я, потилиця і шия темно-сірі, верхня частина тіла оливково-коричнева, іноді з сірим відтінком. Хвіст чорний, надхвістя і краї хвоста темно-карміново-червоні. Нижня частина тіла темно-червона, верхня частина грудей і боки легко поцятковані невеликими білими плямками. Середина живота сірувата, гузка і нижні покривні пера хвоста чорнуваті. Очі чорнувато-карі, дзьоб короткий, загострений, чорнувато-сірий, знизу біля основи рожевий. Самиці мають подібне, однак більш тьмяне забарвлення.

## Підвиди
Виділяють чотири підвиди:
- L. r. polionota Shelley, 1873 — від південного Сенегалу до Нігерії;
- L. r. congica Sharpe, 1890 — від Камеруна до Південного Судана, західної Уганди, сходу і півдня ДР Конго і півночі Анголи;
- L. r. haematocephala Neumann, 1907 — від сходу Південного Судану, Ефіопії і Еритреї через Уганду і Кенію на південь до Замбії, східного Зімбабве, Малаві і центрального Мозамбіка;
- L. r. rubricata (Lichtenstein, MHC, 1823) — Південно-Африканська Республіка, Есватіні і Мозамбік (на південь від річки Саве).

Світлодзьобий амарант раніше вважався підвидом червоного амаранта, однак був визнаний окремим видом.

## Поширення і екологія
Червоні амаранти живуть у вологих чагарникових, трав'янистих і папоротевих заростях на узліссях тропічних лісів, в густих чагарникових заростях на берегах річок, в підліску рідколісь і у високотравних саванах, місцями порослих чагарниками. Зустрічаються парами або сімейними зграйками до 6 птахів, на висоті до 1800 м над рівнем моря. Уникають сухих трав'янистих саван і густих тропічних лісів. Також червоні амаранти іноді зустрічаються в садах і поблизу людських поселень, однак не так часто, як деякі інші види амарантів. Вони живляться переважно насінням трав, яке шукають на землі, іноді також ягодами, плодами і дрібними комахами. 
Сезон розмноження у червоних амарантів припадає на завершення сезону дощів. Самці виконують демонстраційні танці, присідаючи перед самицею, тримаючи в дзьобі травинку або перо і водночас співаючи. На відміну від інших амарантів, під час сезону розмноження вони демонструють територіально поведінку, агресивно реагуючи на порушників. Гніздо кулеподібне, робиться парою птахів з переплетених рослинних волокон. В кладці від 3 до 5 білуватих яєць. Інкубаційний період триває приблизно 11-13 днів, насиджують і самиці і самці. Пташенята покидають гніздо через 3 тижні після вилуплення, однак батьки продовжують піклуватися про них ще приблизно 10 днів. Червоні амаранти іноді стають жертвами гніздового паразитизму фіолетових вдовичок.